# Volta degli Innocenti
La Volta degli Innocenti è un passaggio sopra via della Colonna all'altezza di piazza Santissima Annunziata a Firenze. Fu costruita per collegare i due corpi di fabbrica dello Spedale degli Innocenti.

## Storia e descrizione
Per unire due edifici, l'uno facente parte del corpo brunelleschiano, l'altro segnato da un tondo con lo stemma dell'Arte della Lana, sovvenzionatrice dell'istituto, fu creato un passaggio soprelevato, nel 1522, al tempo di Vincenzo Borghini.
La volta è decorata da un doppio stemma Medici-Lorena, dell'epoca di Ferdinando I e sua moglie Cristina di Lorena, oltre da due tondi con i tipici putti, emblema dell'ospedale. Vi si trovano inoltre due bandi dei Signori Otto. Il primo è a metà della parete sud:
| LI·SS·OTTO·SOTTO·PENA DI SCVDI 2 E TRATTI·2·DI·FVNE·PROIBISONO TVTTI·IGIVOCHI·E·OGNISORTE DISPORCITIA·VICINO·ALLA· MVRAGLIA·DELLO·SPEDALE DEGLI INNOCENTI PER DIECI BRACCIA A TORNO - - - - - - - - - - - |

La trascrizione corrente è: «I Signori Otto, sotto pena di scudi 2 e tratti 2 di fune, proibisono
tutti i giochi e ogni sorte di sporcizia vicino alla muraglia dello spedale degli Innocenti per dieci braccia attorno [...]».
Il secondo, quasi illeggibile, è sul lato nord vicino a via della Colonna, e probabilmente, a giudicare dalle poche parole superstiti, è lo stesso bando di via degli Alfani 62:
| LI SS OTTO SOTTO PENA DI SCVDI 2 E TRATTI 2 DI FVNE PROIBISCONO TVTTI I GIVOCHI, E OGNI SORTE DI SPORCITIA:VICINO:ALLA: MVRAGLIA:DELLO:ISPEDALE: DEGLI.INNOCENTI PER.DIECI BRACCIA.ATORNO.DALLA.VIA DEGLI.AGNOLI:ALLA VIA DELLA CROCETTA.A D MDCXIII. |

Dal 1942 il corpo di fabbrica a nord fu acquistato dal Museo archeologico nazionale, per farne un nuovo ingresso dal lato della piazza della Santissima Annunziata e integrarlo nel complesso del palazzo della Crocetta.

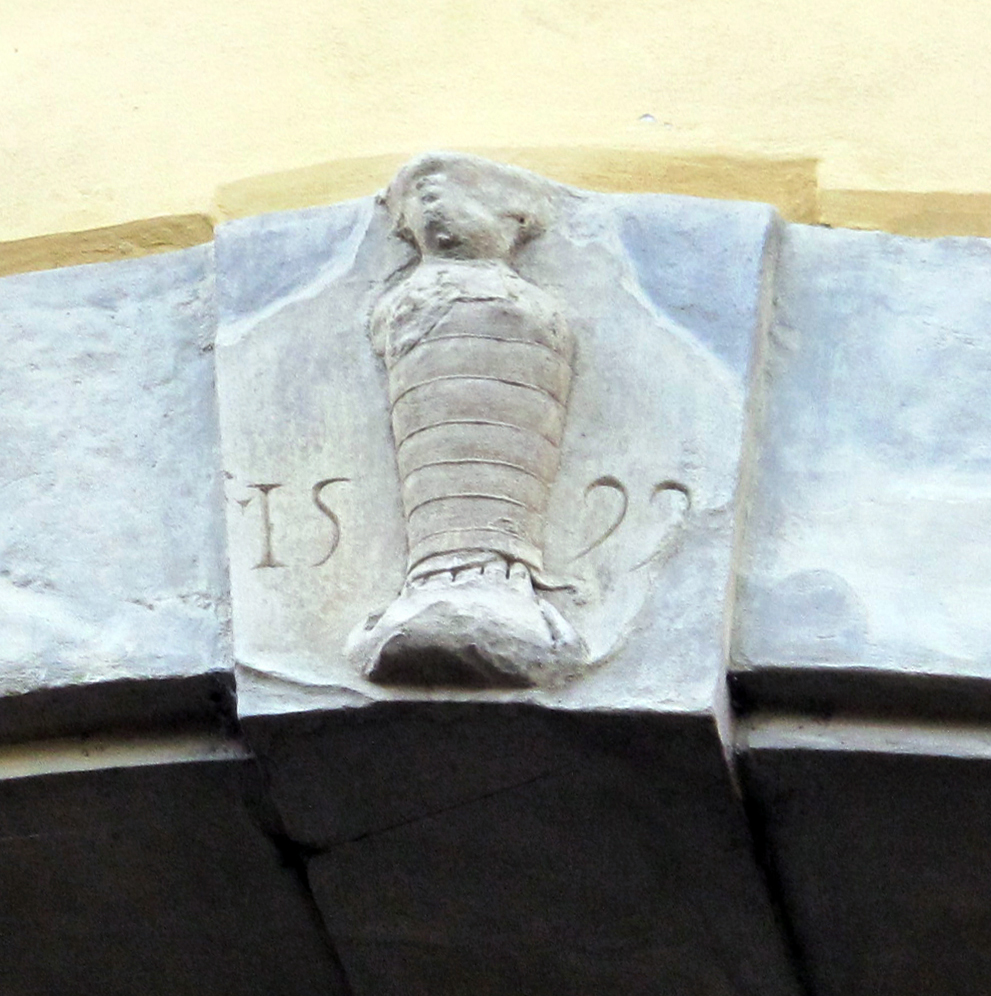
Stemma degli Innocenti con data 1522
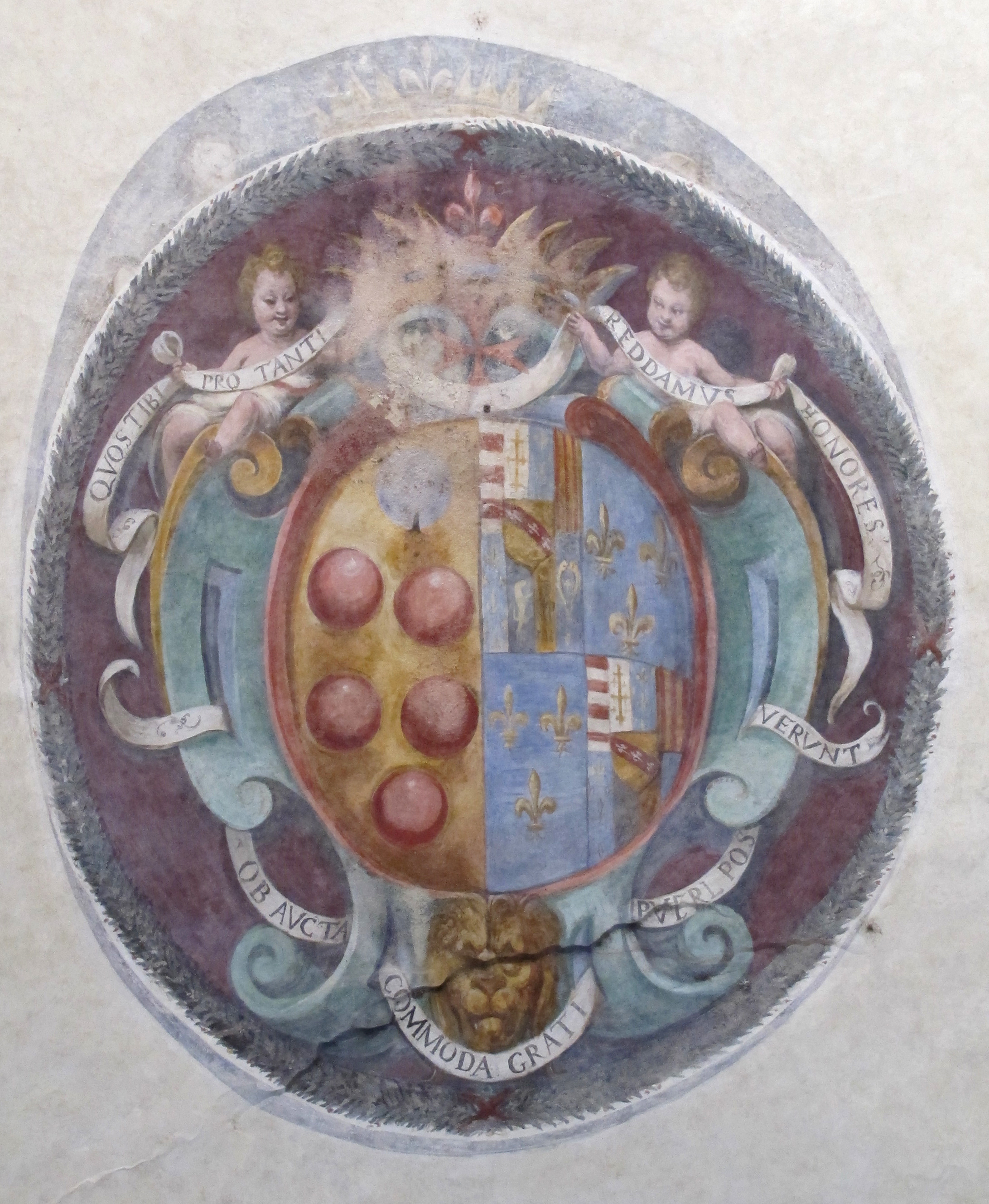
Stemma Medici-Lorena